# ماتورین
ماتورین (به اسپانیایی: Maturín) یک شهر در ونزوئلا و مرکز ایالت موناگاس است. این شهر ۱۳٬۳۵۲ کیلومتر مربع مساحت و ۴۷۲٬۹۰۹ نفر جمعیت دارد و ۶۷ متر بالاتر از سطح دریا واقع شده‌است. شهر ماتورین از مهم‌ترین مراکز اکتشاف و گسترش صنایع نفتی در ونزوئلا به‌شمار می‌رود.